# Cryphia dispar
Cryphia dispar là một loài bướm đêm trong họ Noctuidae.